# 光枝楠
光枝楠（学名：Phoebe neuranthoides）为樟科楠属下的一个种。

## 扩展阅读
- 維基物種上的相關：光枝楠